# Roberto Carballés Baena
Roberto Carballés Baena (* 23. března 1993 Tenerife) je španělský profesionální tenista. Ve své dosavadní kariéře na okruhu ATP Tour vyhrál dva singlové a jeden deblový turnaj. Na challengerech ATP a okruhu ITF získal dvacet titulů ve dvouhře a čtyři ve čtyřhře.
Na žebříčku ATP byl ve dvouhře nejvýše klasifikován v dubnu 2023 na 49. místě a ve čtyřhře v březnu 2020 na 127. místě. Trénují ho José María Garrido s Josém Maríou Arenasem. Dříve tuto roli plnil Pere Riba.
V juniorském tenise vyhrál čtyřhru na French Open 2011, když s krajanem Andrésem Artuñedem ve finále porazili Američany Mitchella Kruegera se Shanem Vinsantem. Na juniorském kombinovaném žebříčku ITF nejvýše figuroval v lednu 2011 na 8. příčce.
Španělsko reprezentoval na odložených Letních olympijských hrách 2020 v Tokiu, kde na úvod mužské dvouhry podlehl Gruzínci Nikolozi Basilašvilimu. Do mužské čtyřhry nastoupil s Pablem Andújarem. V prvním kole je vyřadil italský pár Lorenzo Musetti a Lorenzo Sonego.

## Tenisová kariéra
Na okruhu ATP Tour debutoval po zisku divoké karty dubnovým Barcelona Open Banco Sabadell 2013. Na úvod dvouhry jej zdolal čtyřicátý první hráč žebříčku Nikolaj Davyděnko z Ruska. O týden později postoupil poprvé z kvalifikace až do semifinále, když na Grand Prix Hassan II 2014 v Casablance postupně vyřadil Davida Gofina, pátého nasazeného Joãa Sousu a Andreje Kuzněcova. Jeho cestu soutěží zastavil krajan a pozdější vítěz Guillermo García-López z šesté světové desítky. Do série Masters premiérově zasáhl na Miami Open 2016 v Key Biscayne, kam mu organizátoři udělili divokou kartu. V prvním kole však nenašel recept na Brita Aljaže Bedeneho, přestože získal úvodní sadu.

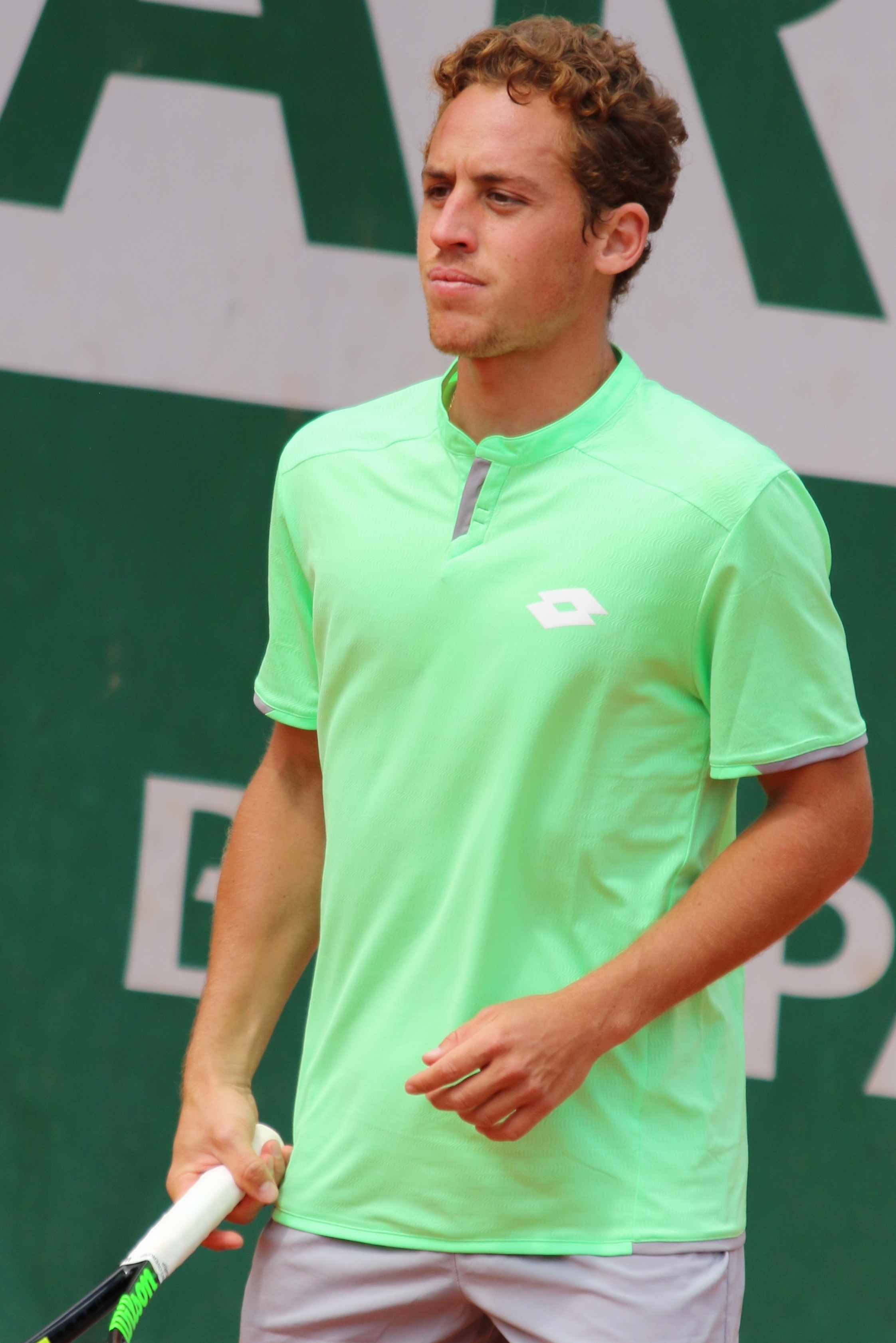
Během French Open 2019

Debut v hlavní soutěži nejvyšší grandslamové kategorie zaznamenal v mužském singlu French Open 2016 po zvládnuté tříkolové kvalifikaci, v jejímž závěrečném kole přehrál Rumuna Maria Copila. V úvodním kole pařížské dvouhry však podlehl šťastnému poraženému kvalifikantovi Adamu Pavláskovi po pětisetové bitvě.
Do premiérového finále na túře ATP postoupil během antukového Ecuador Open Quito 2018. V semifinále vyřadil slovenského kvalifikanta Andreje Martina a ve finále favorizovaného krajana Alberta Ramose Viñolase, figurujícího na 21. místě žebříčku. Bodový zisk jej posunul na nové kariérní maximum, 76. místo. V kvalifikaci ekvádorského turnaje přitom vyhrál svůj vůbec první zápas v sezóně 2018. Stal se rovněž prvním Španělem od triumfu Almagra ve Valencii 2006, který získal trofej z pozice kvalifikanta. Na únorovém Chile Open 2020 pak vybojoval první deblový titul. V závěrečném utkání porazil s krajanem Alejandrem Davidovichem Fokinou salvadorsko-britské turnajové dvojky Marcela Arévala s Jonnym O'Marou.
Druhou singlovou trofej vybojoval ve 30 letech na antukovém Grand Prix Hassan II 2023 v Marrákeši. Na cestě do finále vyřadil tři nasazené, na úvod americkou pětku Maxima Cressyho, ve čtvrtfinále nizozemskou čtyřku Tallona Griekspoora a v semifinále britskou dvojku  Daniela Evanse. V boji o titul pak zdolal Francouze Alexandra Müllera po více než tříhodinové bitvě ve třech setech. V následném vydání žebříčku se poprvé v kariéře stal členem první světové padesátky, když figuroval na 49. příčce.

## Finále na okruhu ATP Tour
| Legenda                     |
| --------------------------- |
| D – dvouhra; Č – čtyřhra    |
| Grand Slam (0)              |
| Turnaj mistrů (0)           |
| ATP Tour Masters 1000 (0)   |
| ATP Tour 500 (0)            |
| ATP Tour 250 (2–1 D; 1–0 Č) |

### Dvouhra: 3 (2–1)
| Stav      | Č. | datum          | turnaj           | povrch | soupeř ve finále     | výsledek           |
| --------- | -- | -------------- | ---------------- | ------ | -------------------- | ------------------ |
| Vítěz     | 1. | 11. února 2018 | Quito, Ekvádor   | antuka | Albert Ramos-Viñolas | 6–3, 4–6, 6–4      |
| Vítěz     | 2. | 9. dubna 2023  | Marrákeš, Maroko | antuka | Alexandre Müller     | 4–6, 7–6(7–3), 6–2 |
| Finalista | 1. | 7. dubna 2024  | Marrákeš, Maroko | antuka | Matteo Berrettini    | 5–7, 2–6           |

### Čtyřhra: 1 (1–0)
| Stav  | Č. | datum          | turnaj          | povrch | spoluhráč                   | soupeř ve finále             | výsledek      |
| ----- | -- | -------------- | --------------- | ------ | --------------------------- | ---------------------------- | ------------- |
| vítěz | 1. | 1. března 2020 | Santiago, Chile | antuka | Alejandro Davidovich Fokina | Marcelo Arévalo Jonny O'Mara | 7–6(7–3), 6–1 |

## Tituly na challengerech ATP a okruhu ITF
| Legenda                 |
| ----------------------- |
| Challengery (11 D; 0 Č) |
| ITF (9 D; 4 Č)          |

### Dvouhra (20 titulů)
| Č.  | datum         | turnaj                 | povrch | soupeř ve finále        | výsledek           |
| --- | ------------- | ---------------------- | ------ | ----------------------- | ------------------ |
| 1.  | září 2010     | Oviedo, Španělsko      | antuka | Pablo Carreño Busta     | 6–4, 6–2           |
| 2.  | duben 2011    | Madrid, Španělsko      | antuka | Gabriel Trujillo Soler  | 6–3, 7–6(7–4)      |
| 3.  | květen 2011   | Vic, Španělsko         | antuka | Jordi Samper Montaña    | 5–7, 6–4, 6–1      |
| 4.  | březen 2012   | Badalona, Španělsko    | antuka | David Estruch           | 6–2, 6–3           |
| 5.  | duben 2012    | Rovinj, Chorvatsko     | antuka | Marc Sieber             | 6–4, 4–6, 7–5      |
| 6.  | říjen 2012    | Sabadell, Španělsko    | antuka | Gerard Granollers Pujol | 6–4, 6–1           |
| 7.  | říjen 2013    | Sant Cugat, Španělsko  | antuka | Guillermo Olaso         | 6–3, 6–2           |
| 8.  | říjen 2014    | Sabadell, Španělsko    | antuka | Pedro Cachín            | 6–4, 6–4           |
| 9.  | říjen 2014    | Sant Cugat, Španělsko  | antuka | Alexis Musialek         | 6–4, 4–6, 6–2      |
| 10. | září 2015     | Kenitra, Maroko        | antuka | Oriol Roca Batalla      | 6–1, 5–1skreč      |
| 11. | říjen 2015    | Mohammedia, Maroko     | antuka | Kamil Majchrzak         | 7–6(7–4), 6–2      |
| 12. | červenec 2017 | Cortina, Itálie        | antuka | Gerald Melzer           | 6–1, 6–0           |
| 13. | srpen 2017    | Manerbio, Itálie       | antuka | Guillermo García-López  | 6–4, 2–6, 6–2      |
| 14. | říjen 2018    | Barcelona, Španělsko   | antuka | Pedro Martínez          | 1–6, 6–3, 6–0      |
| 15. | duben 2019    | Murcia, Španělsko      | antuka | Mikael Ymer             | 2–6, 6–0, 6–2      |
| 16. | květen 2019   | Lisabon, Portugalsko   | antuka | Facundo Bagnis          | 2–6, 7–6(7–5), 6–1 |
| 17. | duben 2021    | Bělehrad, Srbsko       | antuka | Damir Džumhur           | 6–4, 7–5           |
| 18. | květen 2022   | Tunis, Tunisko         | antuka | Gijs Brouwer            | 6–1, 6–1           |
| 19. | září 2022     | Sevilla, Španělsko     | antuka | Bernabé Zapata Miralles | 6–3, 7–6(8–6)      |
| 20. | září 2023     | Sevilla, Španělsko (2) | antuka | Calvin Hemery           | 6–3, 6–1           |

### Čtyřhra (4 tituly)
| Č. | datum       | turnaj                           | povrch | spoluhráč               | soupeři ve finále                              | výsledek         |
| -- | ----------- | -------------------------------- | ------ | ----------------------- | ---------------------------------------------- | ---------------- |
| 1. | srpen 2011  | Irun, Španělsko                  | antuka | Pablo Carreño Busta     | Enrique López Pérez Jaime Pulgar-García        | 6–4, 6–2         |
| 2. | říjen 2011  | Vilafranca, Španělsko            | antuka | Gerard Granollers Pujol | Miguel Ángel López Jaén Gabriel Trujillo Soler | 3–6, 6–3, [11–9] |
| 3. | říjen 2013  | Sant Cugat, Španělsko            | antuka | Oriol Roca Batalla      | Marcos Giraldi Requena Iván Gómez Mantilla     | 6–4, 6–2         |
| 4. | březen 2014 | Santa Margherita di Pula, Itálie | antuka | David Vega Hernández    | Filippo Baldi Pietro Licciardi                 | 6–4, 6–4         |

## Finále na juniorském Grand Slamu

### Čtyřhra juniorů: 1 (1–0)
| Stav  | rok  | turnaj      | povrch | spoluhráč       | soupeři ve finále              | výsledek         |
| ----- | ---- | ----------- | ------ | --------------- | ------------------------------ | ---------------- |
| Vítěz | 2011 | French Open | antuka | Andrés Artuñedo | Mitchell Krueger Shane Vinsant | 5–7, 7–6, [10–5] |